# Adriana Serra
Adriana Serra (n. 27 noiembrie 1923, Milano, Regatul Italiei – d. 13 noiembrie 1995, Endine Gaiano, Lombardia, Italia) a fost o actriță, moderatoare și prezentatoare de televiziune italiană. 